# Calopteryx xanthostoma
Calopteryx xanthostoma är en trollsländeart som först beskrevs av Toussaint de Charpentier 1825.  Calopteryx xanthostoma ingår i släktet Calopteryx och familjen jungfrusländor. IUCN kategoriserar arten globalt som livskraftig. Inga underarter finns listade i Catalogue of Life.

## Bildgalleri

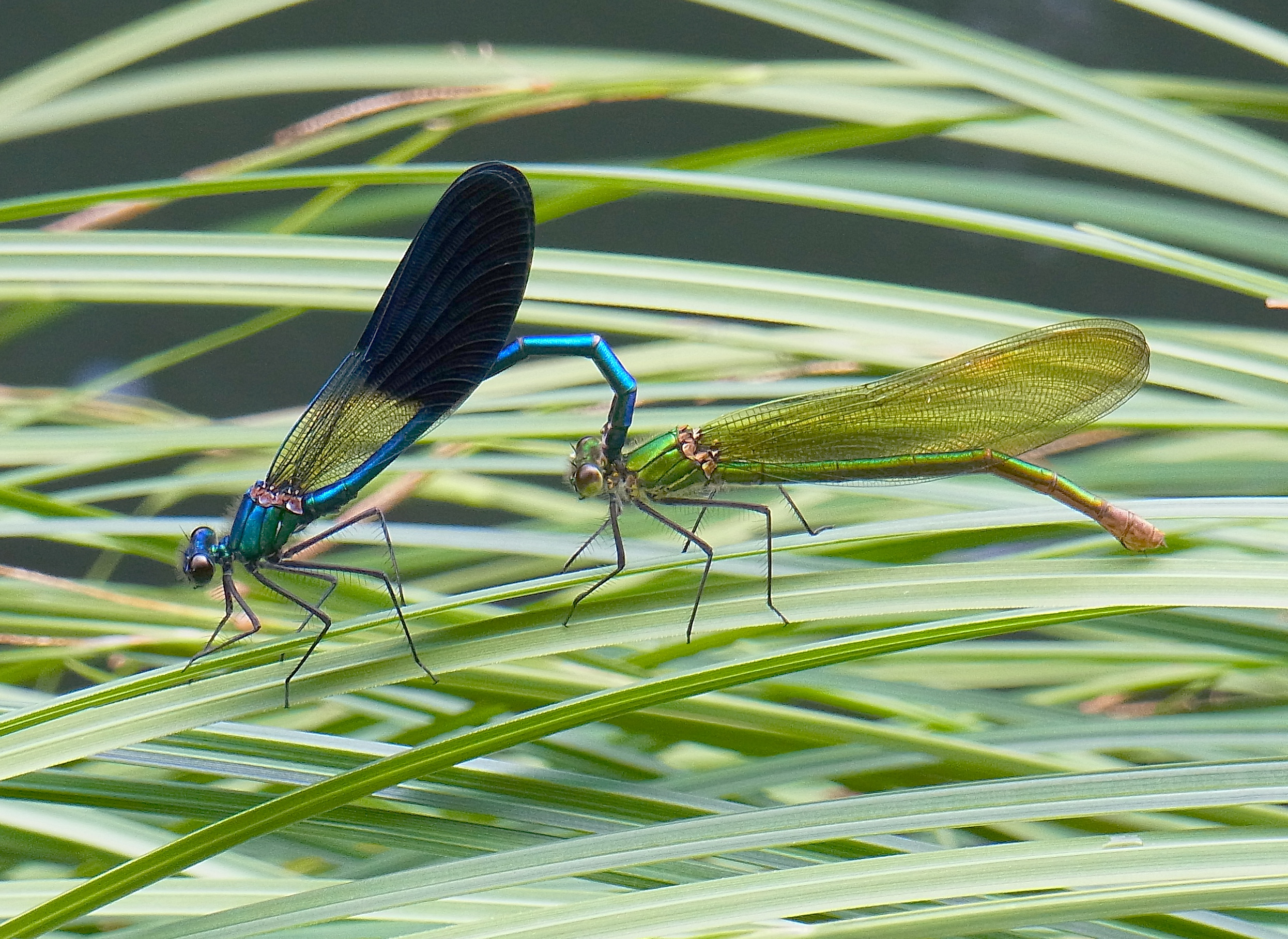
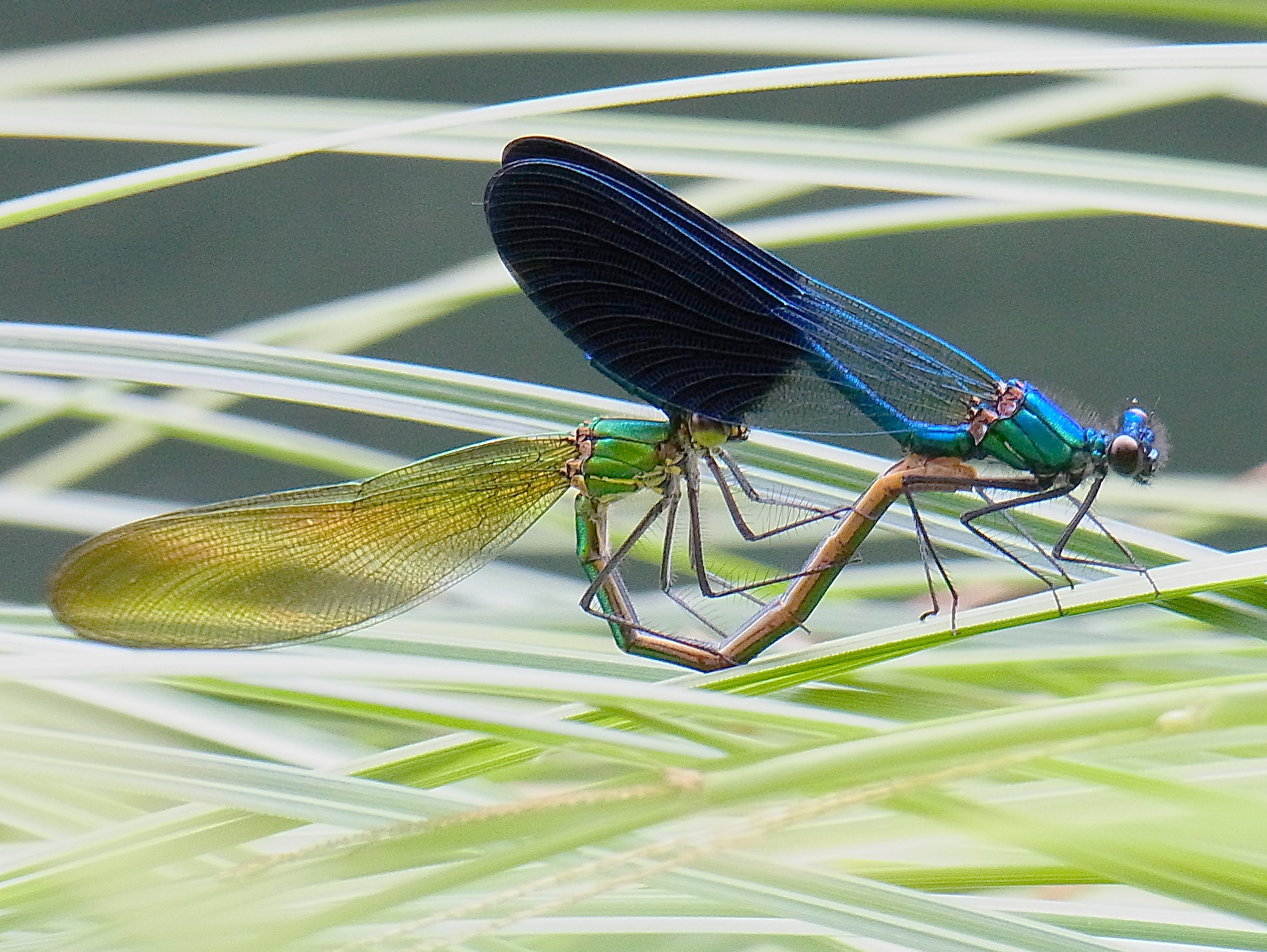